# Tepetzingo, Magdalena
Tepetzingo är en ort i Mexiko.   Den ligger i kommunen Magdalena och delstaten Veracruz, i den sydöstra delen av landet, 230 km öster om huvudstaden Mexico City. Tepetzingo ligger 1 439 meter över havet och antalet invånare är 400.
Terrängen runt Tepetzingo är kuperad åt nordost, men åt sydväst är den bergig. Runt Tepetzingo är det ganska tätbefolkat, med 100 invånare per kvadratkilometer. Närmaste större samhälle är Córdoba, 18,4 km nordost om Tepetzingo. I omgivningarna runt Tepetzingo växer i huvudsak städsegrön lövskog.